# 胸骨正中切開
胸骨正中切開（英: Median sternotomy）とは、心臓外科・呼吸器外科領域における疾患に対する手術方法の一つである。
最初に皮膚切開を行い、胸骨を露出した後、胸骨切開用電動鋸（Sternal saw）で胸骨を身体に対し縦方向に切開して左右に分割する。この方法は弁膜症手術、冠動脈バイパス術、心移植術、先天性心疾患に対する開心術などの種々の心臓外科手術、ならびに胸腺癌・胸腺腫などの縦隔疾患に対する手術や原発性肺癌に対する縦隔リンパ節郭清などの呼吸器外科手術に際して、縦隔内に到達するために必要な手技である。
胸骨正中切開は時として開心術と混同して用いられることがあるが、開心術は心膜切開を伴い、心内操作を人工心肺使用下に行う手術であり、また小切開心臓手術（Minimally invasive cardiac surgery, MICS）は胸骨正中切開を必要としない。
同一の患者に対し胸骨正中切開が複数回行われる場合、2回目以降を再開胸（resternotomy）と呼ぶ。